# Hatschekia elliptica
Hatschekia elliptica is een eenoogkreeftjessoort uit de familie van de Hatschekiidae. De wetenschappelijke naam van de soort is voor het eerst geldig gepubliceerd in 1967 door Pillai.